# Gabelhorn
Das Gabelhorn (3136 m ü. M.) ist ein schwierig zu erreichender Berg mit Rundblick in den Walliser Alpen auf der Ostseite des Mattertals östlich oberhalb St. Niklaus Dorf. Bei optimaler Sichtweite sind 417 Gipfel, davon 417 über 2000 m, 256 über 3000 m und 26 über 4000 m erkennbar.
Das Gabelhorn ist einer der nördlichen Vorberge der Gruppe des Balfrin. Es besteht aus zwei Türmen, die eine Gabel formen und die von St. Niklaus wie auch von Visp sehr gut sichtbar sind. Der Berg ist nicht zu verwechseln mit dem Ober Gabelhorn.

## Erstbesteigung
Die beiden Zähne des Gabelhorns galten lange Zeit als unbesteigbar, bis sie nach wiederholten Versuchen 1904 endlich doch bezwungen worden sind. Sodann wurde die Edelspitze, der höhere Nordgipfel (3136 m ü. M.) des Gabelhorns am 13. August 1904 durch MM. J. F. Kern und Monod-Herzen mit Ferdinand Furrer erstbestiegen. Die Erstbegeher gelangten mittels Stein- und Seilwurfs auf den Gipfel.

## Gipfelkreuz und Gipfelbuch
Seit 1988 steht auf dem Gipfel der Edelspitze, d. h. auf dem Nordgipfel (3136 m ü. M.) des Gabelhorns ein Kreuz, installiert von der Ortsgruppe St. Niklaus der Sektion Monte Rosa des Schweizer Alpen-Clubs. Seit der Errichtung des Kreuzes ist dort auch ein Gipfelbuch vorzufinden, das zeigt, dass der Gipfel relativ selten bestiegen wird.

## Karte
- Landeskarte der Schweiz 1:25.000 (LK25), Blatt 1308, St. Niklaus